# Wolpertinger
 (août 2009).
Si vous disposez d'ouvrages ou d'articles de référence ou si vous connaissez des sites web de qualité traitant du thème abordé ici, merci de compléter l'article en donnant les références utiles à sa vérifiabilité et en les liant à la section « Notes et références ».
Le Wolpertinger (autres orthographes : Wolperdinger, Woipertinger, Woiperdinger) est un animal imaginaire des forêts et Alpes bavaroises. Son évocation apparaît le plus souvent pour user de la crédulité de touristes citadins. La légende le présente de petite taille, composé à la façon d'une chimère et se nourrissant de touristes égarés. Ses descriptions varient de région en région, mais la plupart du temps on lui attribue des ailes, des bois, des crocs et une crête de coq.

## Historique

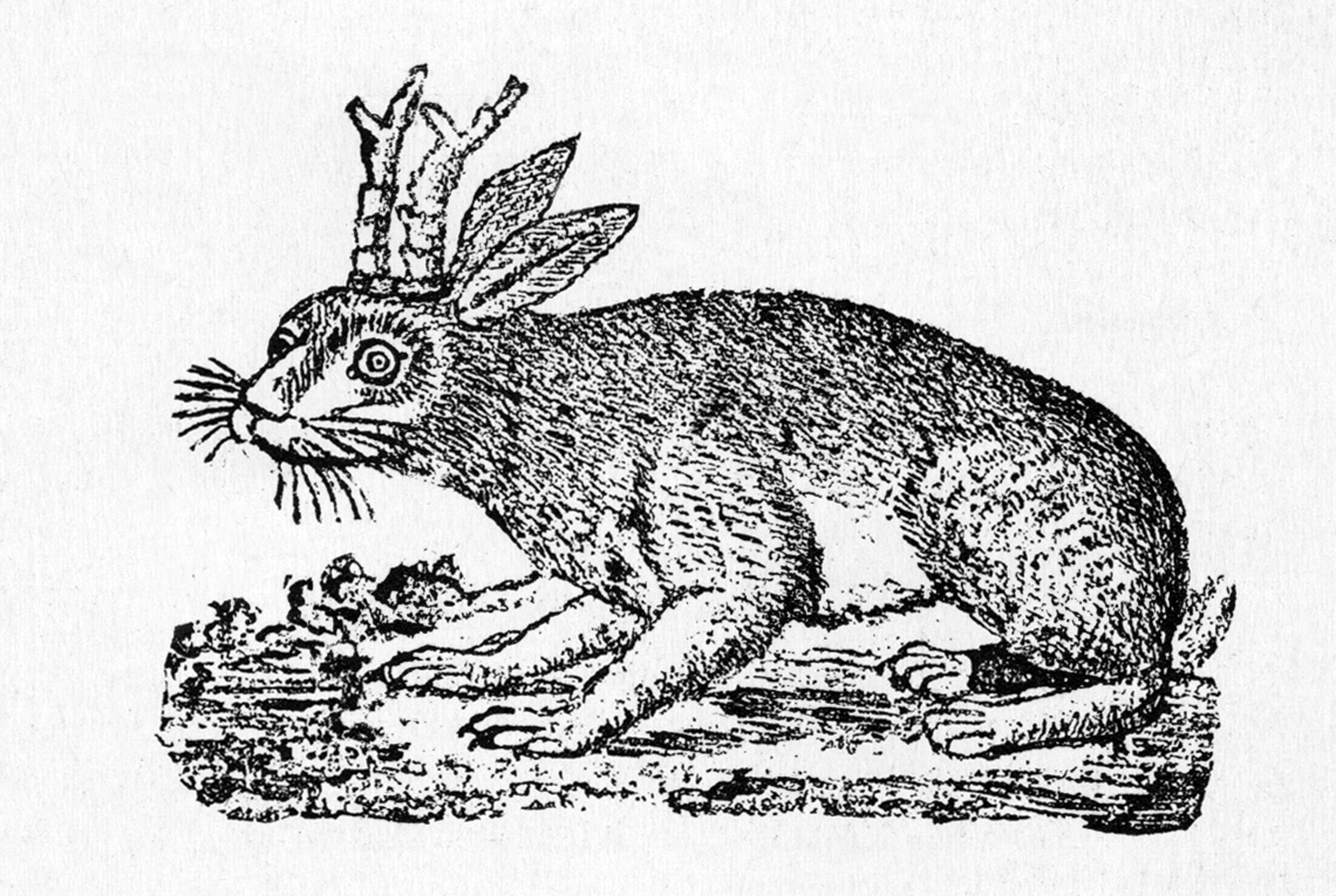
Un wolpertinger en 1836 dans Spiegel der Geschichte oder Magazin aller Merkwürdigkeiten, Hanau 1834–36.

Le wolpertinger est connu dans les légendes bavaroises depuis le XVIe siècle, mais ses premières apparitions remontent au XIXe siècle, lorsque des taxidermistes exhibent des spécimens empaillés. Jusqu'ici réservés aux proches afin d'illustrer les contes locaux, ces montages taxidermiques se répandent alors en tant que duperies pour touristes. Selon les populations locales, l’animal est un hybride de lièvre et de chevreuil, ou de renard et de canard, ou de martre et de faisan ; comme les wolpertingers se reproduisent ensuite entre eux, chaque individu serait un mélange unique de tous ces animaux.

## Variantes locales
Le wolpertinger est aussi appelé Oibadrischl en Basse-Bavière, Rammeschucksn en Haut-Palatinat, ou encore Raurackl en Basse-Autriche.

## Galerie

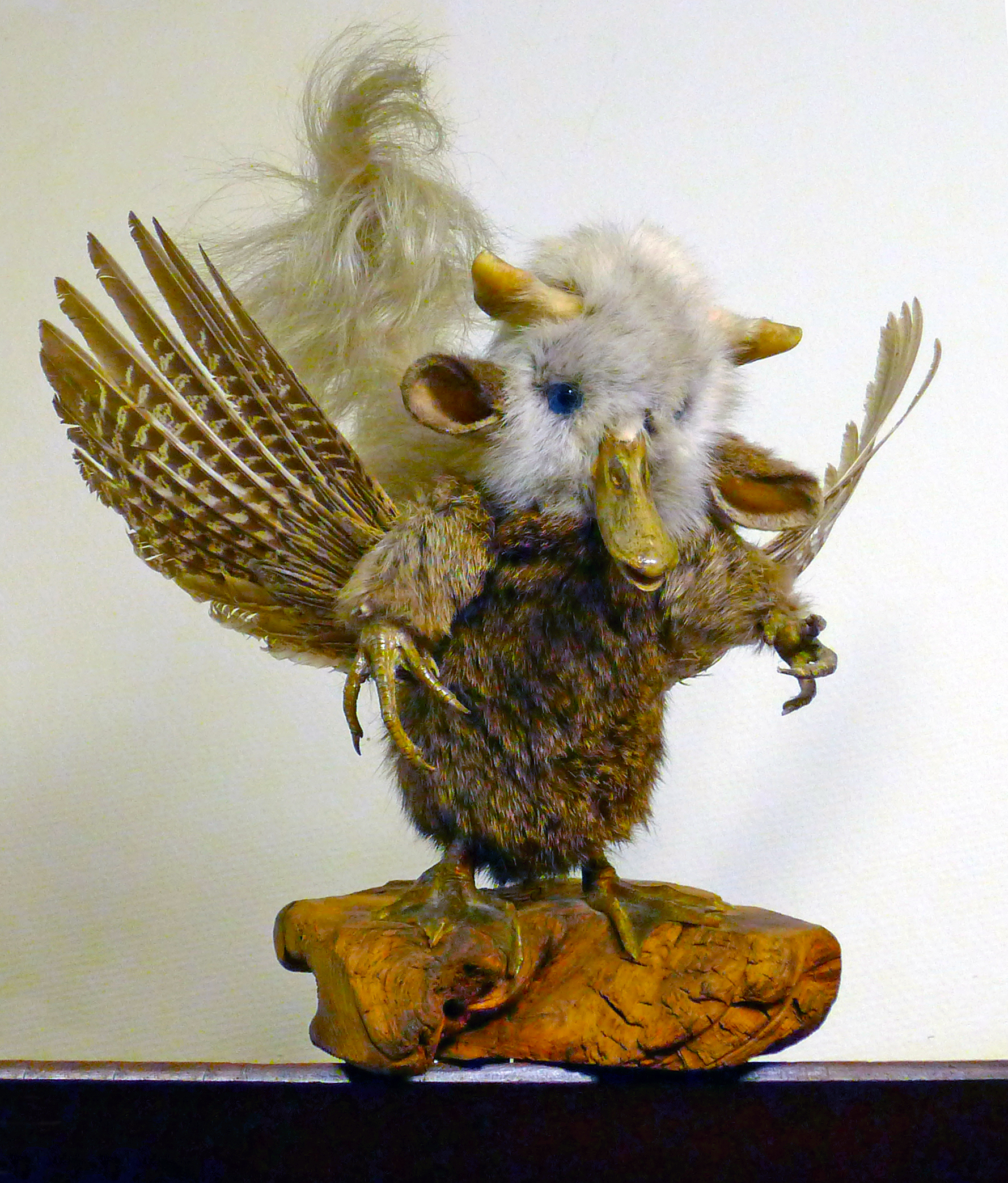
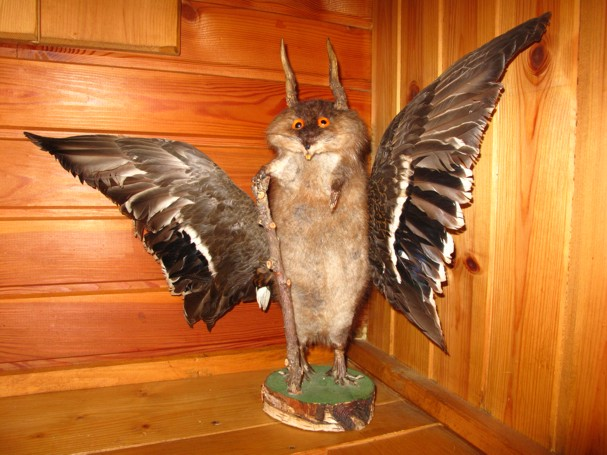
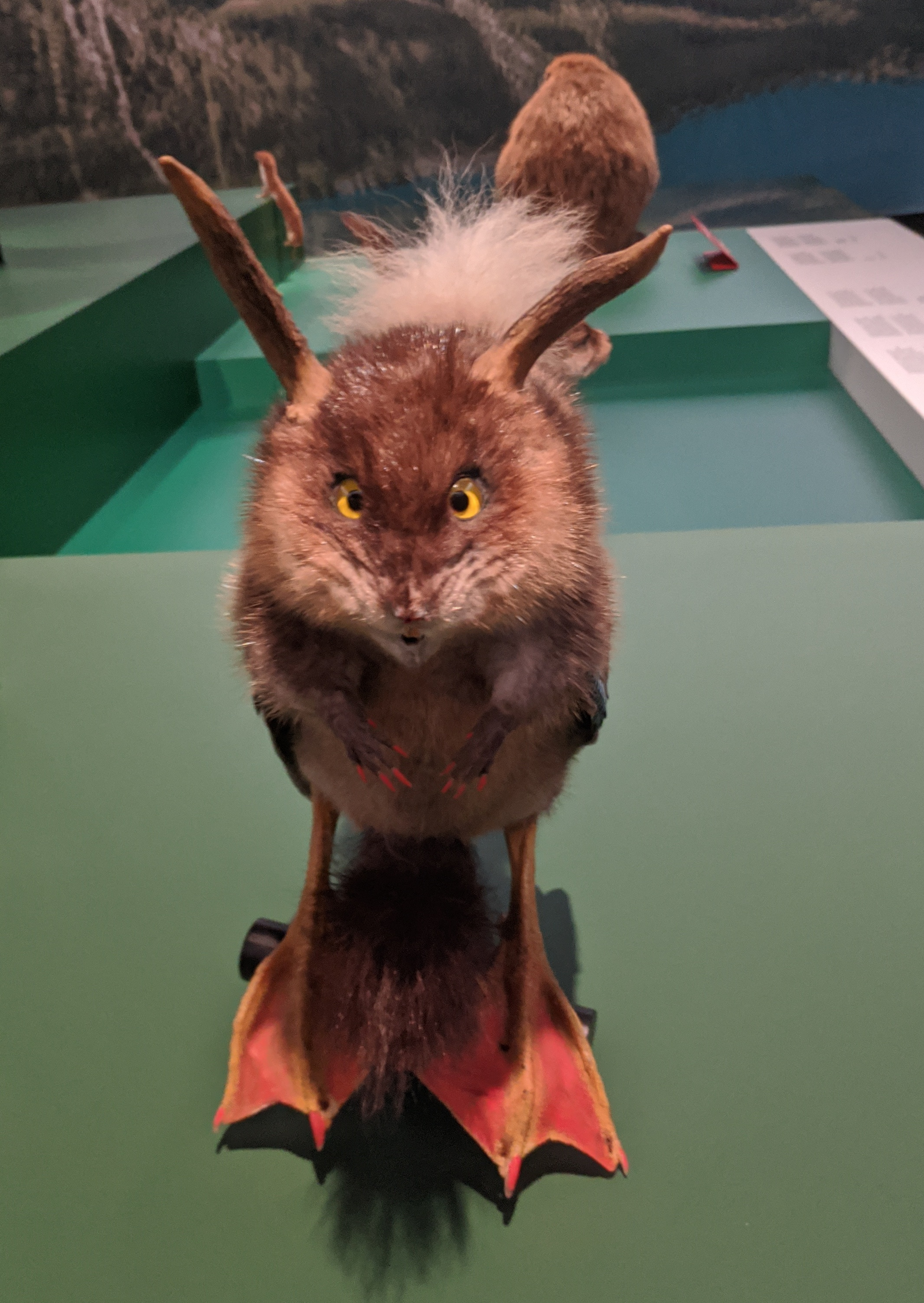